# Cobbia triodonta
Cobbia triodonta is een rondwormensoort uit de familie van de Xyalidae. De wetenschappelijke naam van de soort is voor het eerst geldig gepubliceerd in 1918 door Filipjev.